# Tectovalopsis diabolus
Tectovalopsis diabolus är en kräftdjursart som beskrevs av J. L. Barnard och Ingram 1990. Tectovalopsis diabolus ingår i släktet Tectovalopsis och familjen Lysianassidae. Inga underarter finns listade i Catalogue of Life.